# Rimini Calcio Football Club 2004-2005
Questa pagina raccoglie i dati riguardanti il Rimini Calcio Football Club nelle competizioni ufficiali della stagione 2004-2005.

## Stagione
Nella stagione 2004-2005 il Rimini di Leonardo Acori disputa il girone B del campionato di Serie C1, lo vince con 70 punti e sale in Serie B, accompagnato dall'Avellino che ha vinto i Play-off, battendo nel doppio confronto di finale il Napoli. La stagione dei biancorossi inizia con un pareggio senza reti sul campo del Padova. All'8ª giornata il Rimini aggancia Avellino e Lanciano al primo posto in classifica, mentre due turni più tardi si guadagna la vetta solitaria, posizione che manterrà per tutto il resto del campionato.

La squadra di Acori è così campione d'inverno chiudendo il girone d'andata a quota 38 punti, 7 in più degli avellinesi che occupano il secondo posto. Gli irpini riescono però a rosicchiare parte del distacco nelle partite seguenti, fino a giocarsi la possibilità di raggiungere il primo posto con lo scontro diretto della 31ª giornata: l'aggancio dei campani non si materializza e il Rimini mantiene i tre punti di vantaggio, poiché al Partenio di Avellino la sfida termina (1-1).
La strada verso la B si fa sempre più in discesa, con il (4-0) interno al Benevento e il pareggio allo Stadio San Paolo contro il Napoli. Manca solo la matematica, e per festeggiare è sufficiente anche un pari casalingo all'ultima di ritorno contro il Chieti, penultimo in classifica: il rigore di Trotta e il diagonale del terzino Bravo liquidano la pratica, il (2-1) finale regala ufficialmente al Rimini la promozione in Serie B.

L'annata si conclude con la conquista della Supercoppa di Serie C1, trofeo conquistato grazie al successo per (2-4) sul campo della Cremonese, squadra vincitrice dell'altro girone di C1.

## Divise e sponsor
Lo sponsor è Riviera di Rimini - La Riviera dei parchi, mentre lo sponsor tecnico è Hummel. La maglia casalinga vede la presenza dei consueti scacchi biancorossi. La divisa da trasferta, che talvolta è stata utilizzata anche in casa, è interamente bianca. Oltre alla terza maglia di colore nero chiaro, in tre occasioni (ovvero nelle trasferte di Teramo, Sora e Cittadella) la squadra è scesa in campo con un'inedita maglia gialla.
| Casa | Trasferta | Terza divisa | Quarta divisa |

## Organigramma societario
Area direttiva
- Amministratore delegato: Vincenzo Bellavista
- Presidente: Luca Benedettini
- Vice Presidente: Ivan Ventimiglia

Area organizzativa
- Team manager: Piergiorgio Ceccherini

Area comunicazione
- Ufficio Stampa: Giuseppe Meluzzi
- Segretario: Floriano Evangelisti

Area tecnica
- Direttore sportivo: Walter Muratori
- Allenatore: Leonardo Acori
- Preparatori atletici: Danilo Chiodi
- Preparatore dei portieri: Giancarlo Bellucci

Area sanitaria
- Medico sociale: Pasquale Contento
- Massaggiatori: Andrea Acciarri, Lamberto Soci

## Rosa
| N. |                   | Ruolo | Calciatore              |
| -- | ----------------- | ----- | ----------------------- |
|    | Italia (bandiera) | P     | Emiliano Dei            |
|    | Italia (bandiera) | P     | Maurizio Pugliesi       |
|    | Italia (bandiera) | D     | Alessandro Mastronicola |
|    | Italia (bandiera) | D     | Dario Baccin            |
|    | Italia (bandiera) | D     | Emiliano Milone         |
|    | Italia (bandiera) | D     | Luca D'Angelo           |
|    | Italia (bandiera) | D     | Paolo Bravo             |
|    | Italia (bandiera) | D     | Stefano Di Fiordo       |
|    | Italia (bandiera) | D     | Andrea Federici         |
|    | Italia (bandiera) | D     | Salvatore Ferraro       |
|    | Gabon (bandiera)  | C     | Catilina Aubameyang     |

| N. |                                 | Ruolo | Calciatore            |
| -- | ------------------------------- | ----- | --------------------- |
|    | Argentina (bandiera)            | C     | Adrián Ricchiuti      |
|    | Italia (bandiera)               | C     | Fabrizio Caracciolo   |
|    | Italia (bandiera)               | C     | Gianluca Di Giulio    |
|    | Italia (bandiera)               | C     | Giuseppe Russo        |
|    | Italia (bandiera)               | C     | Ivano Trotta          |
|    | Italia (bandiera)               | C     | Lorenzo Di Loreto     |
|    | Italia (bandiera)               | C     | Renzo Tasso           |
|    | Italia (bandiera)               | A     | Emilio Benito Docente |
|    | Italia (bandiera)               | A     | Sergio Floccari       |
|    | Bosnia ed Erzegovina (bandiera) | A     | Zlatan Muslimović     |

## Calciomercato

### Sessione estiva
| Acquisti | Acquisti            | Acquisti  | Acquisti     |
| R.       | Nome                | da        | Modalità     |
| -------- | ------------------- | --------- | ------------ |
| P        | Emiliano Dei        | Varese    | definitivo   |
| P        | Maurizio Pugliesi   | Pescara   | definitivo   |
| D        | Dario Baccin        | Ascoli    | svincolato   |
| D        | Emiliano Milone     | Catanzaro | definitivo   |
| D        | Salvatore Ferraro   | Milan     | prestito     |
| C        | Catilina Aubameyang | Milan     | prestito     |
| C        | Fabrizio Caracciolo | Ascoli    | definitivo   |
| C        | Giuseppe Russo      | Messina   | prestito     |
| A        | Zlatan Muslimović   | Udinese   | comproprietà |

| Cessioni | Cessioni           | Cessioni      | Cessioni      |
| R.       | Nome               | a             | Modalità      |
| -------- | ------------------ | ------------- | ------------- |
| P        | Gabriele Aldegani  | Milan         | fine prestito |
| P        | Marco Bizzarri     |               | ritirato      |
| D        | Alessio Ballanti   | Ravenna       | prestito      |
| D        | Andrea Mussoni     | Ravenna       | prestito      |
| D        | Danilo Zini        | Pistoiese     | fine prestito |
| D        | Edevaldo Grimaldi  | Perugia       | fine prestito |
| C        | Alex Pederzoli     | Juventus      | fine prestito |
| C        | Daniele Bordacconi | Ravenna       | definitivo    |
| C        | Marco Bonura       | Vis Pesaro    | definitivo    |
| C        | Paolo Rachini      | R.C. Angolana | svincolato    |
| A        | Antonio Setaro     | Valenzana     | definitivo    |

### Sessione invernale
| Acquisti | Acquisti        | Acquisti | Acquisti |
| R.       | Nome            | da       | Modalità |
| -------- | --------------- | -------- | -------- |
| D        | Andrea Federici | Reggiana | prestito |

| Cessioni | Cessioni            | Cessioni | Cessioni      |
| R.       | Nome                | a        | Modalità      |
| -------- | ------------------- | -------- | ------------- |
| D        | Salvatore Ferraro   | Milan    | fine prestito |
| C        | Catilina Aubameyang | Milan    | fine prestito |
| A        | Alex Ambrosini      | Bellaria | prestito      |

## Risultati

### Campionato

#### Girone di andata
| Padova 12 settembre 2004, ore 15:00 CEST 1ª giornata | Padova      | 0 – 0 | Rimini | Stadio Euganeo\| Arbitro: \| Celi (Bari) \| |
| Arbitro:                                             | Celi (Bari) |       |        |                                             |

| Arbitro: | Pierpaoli (Firenze) |

|                                       |           |                           |
| Muslimović 24’ Trotta 27’ Docente 87’ | Marcatori | 63’ Altobelli 63’ Roselli |

| San Benedetto del Tronto 26 settembre 2004, ore 15:00 CEST 3ª giornata | Sambenedettese    | 0 – 0 | Rimini | Stadio Riviera delle Palme\| Arbitro: \| Gava (Conegliano) \| |
| Arbitro:                                                               | Gava (Conegliano) |       |        |                                                               |

| Arbitro: | Salati (Trento) |

|                                                     |           |             |
| Trotta 24’ Muslimović 30’ Ricchiuti 61’ Docente 79’ | Marcatori | 20’ Beretta |

| Arbitro: | Caristia (Siracusa) |

|                                                       |           |                        |
| Docente 11’ Muslimović 37’ D'Angelo 59’ Ricchiuti 79’ | Marcatori | 5’ Caputo 55’ Antonini |

| Arbitro: | Ciampi (Roma) |

|               |           |  |
| Nassi 2’, 46’ | Marcatori |  |

| Arbitro: | Brunialti (Trento) |

|                |           |                 |
| Muslimović 68’ | Marcatori | 14’ Di Domenico |

| Arbitro: | Orsato (Schio) |

|  |           |                     |
|  | Marcatori | 64’ (rig.) G. Russo |

| Arbitro: | Bernardoni (Modena) |

|  |           |                |
|  | Marcatori | 42’ Muslimović |

| Arbitro: | Lioce (Molfetta) |

|                                          |           |           |
| Muslimović 2’ Floccari 41’ Ricchiuti 82’ | Marcatori | 22’ Frati |

| Arbitro: | Giglioni (Siena) |

|  |           |               |
|  | Marcatori | 23’ Ricchiuti |

| Arbitro: | Fugante (Macerata) |

|                            |           |  |
| Docente 79’ Floccari 90+1’ | Marcatori |  |

| Arbitro: | Velotto (Grosseto) |

|  |           |               |
|  | Marcatori | 14’ Ricchiuti |

| Arbitro: | Marelli (Como) |

|             |           |                        |
| Docente 13’ | Marcatori | 61’ (rig.) Ghirardello |

| Benevento 12 dicembre 2004, ore 14:30 CET 15ª giornata | Sporting Benevento | 0 – 0 | Rimini | Stadio Santa Colomba\| Arbitro: \| Gava (Conegliano) \| |
| Arbitro:                                               | Gava (Conegliano)  |       |        |                                                         |

| Arbitro: | Celi (Bari) |

|                    |           |           |
| Ricchiuti 69’, 79’ | Marcatori | 89’ Terzi |

| Arbitro: | Crugliano (Crotone) |

|  |           |            |
|  | Marcatori | 46’ Trotta |

#### Girone di ritorno
| Arbitro: | Pierpaoli (Firenze) |

|                                  |           |  |
| Muslimović 51’ Trotta 73’ (rig.) | Marcatori |  |

| Ferrara 16 gennaio 2005, ore 14:30 CET 19ª giornata | SPAL          | 0 – 0 | Rimini | Stadio Paolo Mazza\| Arbitro: \| Ciampi (Roma) \| |
| Arbitro:                                            | Ciampi (Roma) |       |        |                                                   |

| Arbitro: | Salati (Trento) |

|                                      |           |             |
| Ricchiuti 15’, 29’ Trotta 76’ (rig.) | Marcatori | 38’ Zanetti |

| Arbitro: | Velotto (Grosseto) |

|                                |           |                             |
| Marco Aurelio 36’ Nicodemo 39’ | Marcatori | 55’ Muslimovic 58’ Floccari |

| Arbitro: | Lops (Torino) |

|  |           |               |
|  | Marcatori | 30’ Ricchiuti |

| Arbitro: | Crugliano (Crotone) |

|                   |           |            |
| Trotta 14’ (rig.) | Marcatori | 37’ Soncin |

| Arbitro: | Orsato (Schio) |

|                   |           |                            |
| Parente 9’ (rig.) | Marcatori | 32’ Ricchiuti 46’ Floccari |

| Rimini 7 marzo 2005, ore 20:30 CET 25ª giornata | Rimini            | 0 – 0 | Fermana | Stadio Romeo Neri\| Arbitro: \| Damato (Barletta) \| |
| Arbitro:                                        | Damato (Barletta) |       |         |                                                      |

| Arbitro: | Italiani (L'Aquila) |

|                             |           |  |
| Floccari 49’ Muslimović 68’ | Marcatori |  |

| Giulianova 20 marzo 2005, ore 14:30 CET 27ª giornata | Giulianova    | 0 – 0 | Rimini | Stadio Rubens Fadini\| Arbitro: \| Lops (Torino) \| |
| Arbitro:                                             | Lops (Torino) |       |        |                                                     |

| Arbitro: | Gervasoni (Mantova) |

|                     |           |  |
| Muslimović 54’, 64’ | Marcatori |  |

| Arbitro: | Crugliano (Crotone) |

|                                               |           |                             |
| Marchesan 16’ De Gasperi 34’, 39’ Colussi 79’ | Marcatori | 64’ Floccari 82’ Muslimović |

| Rimini 17 aprile 2005, ore 15:00 CEST 30ª giornata | Rimini            | 0 – 0 | Reggiana | Stadio Romeo Neri\| Arbitro: \| Herberg (Messina) \| |
| Arbitro:                                           | Herberg (Messina) |       |          |                                                      |

| Arbitro: | Damato (Barletta) |

|             |           |               |
| Millesi 76’ | Marcatori | 55’ Ricchiuti |

| Arbitro: | Lops (Torino) |

|                                      |           |  |
| Floccari 1’, 15’ Muslimović 31’, 66’ | Marcatori |  |

| Arbitro: | Orsato (Schio) |

|         |           |                |
| Piá 63’ | Marcatori | 44’ Muslimović |

| Arbitro: | Gava (Conegliano) |

|                             |           |              |
| Trotta 17’ (rig.) Bravo 63’ | Marcatori | 82’ Rossetti |

### Coppa Italia

#### Sesto Girone
| Arbitro: | Stefanini (Prato) |

|                |           |  |
| Muslimović 20’ | Marcatori |  |

| Arbitro: | Brighi (Cesena) |

|              |           |  |
| Adeshina 45’ | Marcatori |  |

| Arbitro: | Rocchi (Firenze) |

|                                         |           |                                              |
| Dicara 11’ Calaiò 22’ (rig.) Calaiò 44’ | Marcatori | 12’ Docente 61’ Muslimović 78’ (rig.) Trotta |

### Coppa Italia di Serie C
| Arbitro: | Ferrandini (Sondrio) |

|                      |           |                  |
| Greco 25’ Taddei 72’ | Marcatori | 47’, 52’ Docente |

| Arbitro: | Zanardo (Conegliano) |

|               |           |  |
| Innocenti 75’ | Marcatori |  |

| Lumezzane 26 gennaio 2005, ore 14:30 CET Ottavi di finale Andata | Lumezzane          | 0 – 0 | Rimini | Stadio Comunale\| Arbitro: \| Brunialti (Trento) \| |
| Arbitro:                                                         | Brunialti (Trento) |       |        |                                                     |

| Arbitro: | Marrocco (Pisa) |

|                           |           |  |
| Floccari 72’ Floccari 75’ | Marcatori |  |

| Arbitro: | Vuoto (Livorno) |

|           |           |                                    |
| Russo 30’ | Marcatori | 57’ De Angelis 88’ (rig.) Cariello |

| Arbitro: | Lioce (Molfetta) |

|  |           |             |
|  | Marcatori | 69’ Docente |

### Supercoppa di Lega di Serie C1
| Arbitro: | Lops (Torino) |

|                                                      |           |                              |
| Muslimović 9’, 29’ Ricchiuti 21’ D'Angelo 55’, 90+3’ | Marcatori | 26’ Campolonghi 71’ Rebecchi |

| Arbitro: | Herberg (Messina) |

|                                |           |                                                       |
| Baccin 54’ (aut.) Trapella 61’ | Marcatori | 28’ Floccari 39’ Ricchiuti 52’ Muslimović 64’ Docente |